# Warcraft: Of Blood and Honor
«Кро́вью и че́стью» — роман в восьми главах, описывающий историю Тириона Фордринга, персонажа вселенной Warcraft, паладина ордена Серебряной Длани и правителя Дольного Очага.

## Аннотация
Благородный паладин Тирион Фордринг всегда считал, что орки — мерзкие и порочные дикари. Он провёл всю свою жизнь в непрерывной битве ради защиты человечества от этих тварей. Но неожиданно честный и сострадательный поступок одного орка бросает вызов вере Тириона, и вынуждает его определиться раз и навсегда, кого можно называть человечным, а кого — монстром.

## О книге
- В январе 2001 года издательство Pocket Star выпустило книгу в электронном формате. Автором произведения является сосоздатель мира Warcraft Крис Метцен. Позже была включена в сборник «Архив Warcraft».
- ISBN 0-7434-1897-2

#### Содержание
- Глава 1. Столкновение.
- Глава 2. Вопросы без ответа.
- Глава 3. Рассказ воина.
- Глава 4. Оковы приказа.
- Глава 5. Суд.
- Глава 6. Возвращение домой.
- Глава 7. Барабаны войны.
- Глава 8. Замыкая круг.

#### Список персонажей
Основные:
- Тирион Фордринг (один из первых паладинов ордена Серебряной Длани);
- Эйтригг (орк, ветеран войны, прячущийся от людей в лесах).

Второстепенные:
- Арден;
- Бартилас;
- Сайдан Датрохан;
- Карандра Фордринг;
- Утер Светоносный;
- Антонидас;
- Алонсий Фаол;
- Телан Фордринг;
- Артас Менетил;
- Дэлин Праудмур;
- Тралл.

#### Место действия
- Дольный Очаг;
- Крепость Марденхольд;
- Стратхольм;
- Зал Правосудия.